# Saison 2 de Silicon Valley
 (août 2016).
Si vous disposez d'ouvrages ou d'articles de référence ou si vous connaissez des sites web de qualité traitant du thème abordé ici, merci de compléter l'article en donnant les références utiles à sa vérifiabilité et en les liant à la section « Notes et références ».
Chronologie
Saison 1 Saison 3
Cet article présente la deuxième saison de la série télévisée Silicon Valley.

## Synopsis de la saison
Après avoir gagné le concours TechCrunch Disrupt et empoché 50 000 dollars, Richard et son équipe vont devoir développer PiedPiper, embaucher des employés, trouver des bureaux... et devenir une vraie entreprise.

## Distribution

### Acteurs principaux
- Thomas Middleditch[2] (VF : Donald Reignoux[3],[4]) : Richard Hendricks[5]
- T. J. Miller[2] (VF : Christophe Lemoine[3]) : Erlich Bachman[6]
- Josh Brener[2] (VF : Hervé Rey[3],[4]) : Nelson « Grosse Tête / Tête d'ampoule » Bighetti[6]
- Martin Starr[2] (VF : Adrien Antoine[3]) : Bertram Gilfoyle[6]
- Kumail Nanjiani[2] (VF : Charles Pestel[3]) : Dinesh Chugtai[6]
- Amanda Crew[2] (VF : Alexandra Garijo[3]) : Monica Hall
- Zach Woods[2] (VF : Fabrice Josso[3]) : Donald « Jared » Dunn[6]
- Matt Ross[2] (VF : Laurent Morteau[3],[4]) : Gavin Belson[5]
- Suzanne Cryer[2],[7] (VF : Laurence Breheret[3],[4]) : Laurie Bream[7],[8]
- Jimmy O. Yang[2] (VF : Léo-Paul Salmain[3]) : Jian-Yang

### Acteurs récurrents
- Aly Mawji (VF : Grégory Quidel) : Aly Dutta, un programmeur de Nucleus (épisodes 1, 5 et 6, 8 et 9)
- Brian Tichnell (VF : Thibault Dudin) : Jason, un programmeur de Nucleus (épisodes 1, 5 et 6, 8 et 9)
- Diane Chernansky : Heidi Evans (épisodes 1, 5, 6 et 10)
- Taylor Coffman : la responsable du marketing de Hooli (épisodes 1, 8 et 10)
- Ben Feldman[2] (VF : Alexis Tomassian) : Me Ronald « Ron » LaFlamme, l'avocat de Pied Piper[8] (épisodes 2, 7 et 9)
- Chris Diamantopoulos (VF : Jérôme Pauwels) : Russ Hanneman, l'investisseur dans Pied Piper (épisodes 3 et 4, 6 à 8, et 10)
- Bernard White (VF : Philippe Duchesnay) : Denpok, le conseiller spirituel de Gavin (épisodes 3, 6 et 10)
- Scott Prendergast : un assistant de Gavin (épisodes 3, 6 et 8)
- Patrick Fischler (VF : Donatien Guillot) : Dr Davis Bannercheck, le responsable du département XYZ de Hooli (épisodes 4, 5 et 8)
- Alice Wetterlund[2] (VF : Julie Dumas) : Carla Walton, la programmeuse de Pied Piper (épisodes 4 à 7)
- Jill Alexander (VF : Sandra Parra) : Patrice, l'assistante de Gavin (épisodes 4, 6 et 8)
- Anna Khaja : Rachel (épisodes 7, 8 et 10)

## Liste des épisodes
1. Changement de donne à Sand Hill
2. Dévaluation catastrophique
3. Argent sale
4. La Dame
5. Espace serveur
6. Homicide
7. Réservé aux adultes
8. Chapeau blanc/Chapeau noir
9. Arbitrage exécutoire
10. Les Deux Jours du Condor

### Épisode 1:Changement de donne à Sand Hill
- Alexander Chaplin (l'investisseur de Stern Taylor)
- Jack Plotnick
- Charan Prabhakar (Javeed)
- David Rees Snell (l'investisseur de Ross Loma)
- Tyler Beede
- Mark Bloom (l'investisseur de Wood Opal)
- Bruce Robert Cole (l'investisseur de Medoa)
- John Coleilla (l'investisseur de Coleman Blair)
- Skyler Blayne Ewing
- Angela Gulner
- Jeff Holman (George Silver)
- Bella Popa (Nicole Stein)
- Pete Punito (l'investisseur de Thornston Graves)
- Justin Rosenstein (en) (lui-même)[12]
- Evan Spiegel (lui-même)[12]
- Cameron Winklevoss (lui-même)[12]
- Tyler Winklevoss (lui-même)[12]

### Épisode 2:Dévaluation catastrophique
- Avi Nash (Wajeed, le cousin de Dinesh)
- David Rees Snell (l'investisseur de Ross Loma)
- Ian Alda (Marc)
- Elio Arturo Armas
- Mark Bloom (l'investisseur de Wood Opal)
- Bruce Robert Cole (l'investisseur de Medoa)
- John Coleilla (l'investisseur de Coleman Blair)
- Arron Marie Fenton (la fille du bar)
- Mark Hengst (l'investisseur de Surly)
- Juan Jiminez
- Christian Lopez
- Josue Lopez
- Ricardo Rios Medina
- Ernesto Molina
- Pete Punito (l'investisseur de Thornston Graves)
- Jorge Ivan Vasquez
- Nate Witty

### Épisode 3:Argent sale
- Walter Mossberg (lui-même, l'intervieweur)[12]
- Diallo Riddle (Paul, un avocat de Hooli)
- Kara Swisher (elle-même, l'intervieweuse)[12]

### Épisode 4:La Dame
- Charlie Saxton (en) (le candidat qui « assure »)
- Gabriel Tigerman (Gary Irving, le DRH de Hooli)
- Julia Cho (en) (Junie, l'assistante de « Grosse Tête »)
- Jessie Cohen (la réceptionniste du gala)
- Dwayne Colbert (le 2e candidat)
- Carey Embry (Jared Patakian, le candidat « cyborg »)
- Ksenia Lauren (Nastia, la petite amie de Russ)
- Jeff Staron (le 1er candidat)
- Maverick Thompson (Aspen, le fils de Russ)

### Épisode 5:Espace serveur
- Frank Collison (Noah, le voisin)
- Andrew Daly (le docteur de Richard)
- Adam Ray
- Arthur Keng (Alan, un programmeur de Nucleus)
- Casey O'Farrel (Pete, un programmeur de Nucleus)
- Blake Sheldon (le démonstrateur de l'application de promeneur de chiens)
- Amra Silajdzic (en) (Jelena, la mannequin)

### Épisode 6:Homicide
- Michael McMillian (Aaron « Double-A » Anderson, le propriétaire de Homicide)[18]
- Dustin Milligan (Blaine Scott, le cascadeur)[19]
- Dana White
- Liz Eldridge
- Mike Goldberg (en) (lui-même, le présentateur du combat)
- Porter Lynn (Gina, la petite amie de Blaine)
- Cornelius Peter (Thom, l'animateur du test)
- Rogelio Ramos (un assistant de Gavin)
- Joe Rogan
- Santiago Segura (Ramón, un testeur de Nucleus)
- Dante Swain (le designer de Homicide)

### Épisode 7:Réservé aux adultes
- Ian Alda (Marc, un employé de EndFrame)
- JJ Nolan (Karen)
- Romy Rosemont (Molly Kendall, la PDG de Intersite)
- Joshua Chang (Seth, un employé de EndFrame)
- David Lewison
- Amber Plaster (la réceptioniste de EndFrame)
- Maverick Thompson (Aspen, le fils de Russ)

### Épisode 8:Chapeau blanc/Chapeau noir
- Rogelio Ramos (un assistant de Gavin)
- Romy Rosemont (Molly Kendall, la PDG de Intersite)
- Shalin Agarwal
- Joshua Chang (Seth, l'ex-employé de EndFrame)
- Dustyn Gulledge
- Ping Wu (Henry)

### Épisode 9:Arbitrage exécutoire
- Patrick Daniel (le technicien du zoo)
- Matt McCoy (Pete Monahan, l'avocat radié)
- Karen Strassman (en) (l'avocate principale de Hooli)
- Cate Cohen (Melinda, une avocate de Hooli)
- Stephanie Rose Feldman
- Jules Hartley (une avocate de Hooli)
- Bart McCarthy (Underwood, le juge)
- Diallo Riddle (Paul, un avocat de Hooli)

### Épisode 10:Les Deux Jours du Condor
- Frank Collison (Noah, le voisin)
- Patrick Daniel (le technicien du zoo)
- Matt McCoy (Pete Monahan, l'avocat radié)
- Alyson Reed (l'agent immobilier)
- Karen Strassman (en) (l'avocate principale de Hooli)
- Joe Auger
- Dustyn Gulledge (Evan, l'assistant de Laurie)
- Jules Hartley (une avocate de Hooli)
- Bart McCarthy (Underwood, le juge)
- Stephanie Rose Feldman
- Brigitte Valdez (Barista)
- Ping Wu (Henry)